# 劇団離風霊船
劇団離風霊船（げきだんりぶれせん）は日本の劇団。主宰は大橋泰彦と伊東由美子。
1983年、武蔵工業大学と実践女子大学の合同劇団に所属していた伊東が大橋に劇団結成を持ち掛け、この2人を中心に結成された。劇団名の由来は、スペイン語の「自由」を意味する「リブレ」に漢字を当て、伊東が「最後に船をつけたい」と希望したことからこの名前になった。
1986年、前年に起こった日航機墜落事故を元にして、大橋の作・演出による『赤い鳥逃げた…』を上演、代表作のひとつとなる。翌1987年、大橋の作・演出により『ゴジラ』を上演。翌1988年、この作品で大橋は第32回岸田國士戯曲賞を受賞した。
上演作品は大橋と伊東が交互に執筆している。傾向としては、伊東はファンタスティックな作品が多く、大橋は社会問題や世間に大きな衝撃を与えた事件を取り上げることが多い。近年ではイラク日本人人質事件を基にした『渚家にて』（2004年）や、新潟少女監禁事件を基にした『閉ざされて』（2005年）などが上演されている。
ラストに大きな舞台崩しを行うのが特徴で、『赤い鳥逃げた…』での普通の家の居間から一瞬で飛行機の墜落現場に変わる場面、「ゴジラ」での三原山が噴火する場面などが代表的なものである。ちなみに、この2作品は何度も再演されている。
2005年、日航機墜落事故から20年ということで『赤い鳥逃げた…』が再演された。（1988年、1989年、1995年に続く再演）

## 主な俳優
- 伊東由美子
- 松戸俊二
- 小林裕忠
- 倉林えみ
- 橋本直樹
- 江頭一晃
- 瀬戸純哉
- 岩嵜六大

## かつて所属していた俳優
- 高橋克実
- 森岡利行（森岡六太郎）現在は映画監督。
- 大田梨津子
- 神野美紀
- 永吉健太郎
- 山岸諒子
- 相川倫子
- 大迫径
- 新垣友美
- 竹下知雄
- 澤田恵
- 神谷麻衣子
- 大矢敦子
- 鈴木紀江
- 川口学
- 翁川隼
- 津谷知子

## 主な上演作品
- 『ゴジラ』
- 『闇夜のフランケンシュタイン』
- 『赤い鳥逃げた…』
- 『黄金の国』
- 『マインド』
- 『ラジャ』
- 『風の牛若丸』
- 『時代すでに』
- 『この指とまれ』
- 『昔、むかし、あるところに』
- 『大集合』
- 『誕生するなら…』
- 『SUBJECTION』
- 『LONG LONG TIME AGO』